# Miami Seahawks
| Miami Seahawks                                             | Miami Seahawks                                             |
| Gegründet 1946 – Aufgelöst 1947 Spielten in Miami, Florida | Gegründet 1946 – Aufgelöst 1947 Spielten in Miami, Florida |
| ---------------------------------------------------------- | ---------------------------------------------------------- |
| \| \| \| \| \| \|                                          |                                                            |
| Teamfarben                                                 | Orange, Weiß, Grün                                         |
| Liga                                                       |                                                            |
| - All-America Football Conference Eastern Division         |                                                            |
| Personal                                                   |                                                            |
| Besitzer                                                   | Harvey Hester                                              |
| General Manager                                            | Jack Espey                                                 |
| Head Coach                                                 | Jack Meagher (Woche 1–6) Hamp Pool (Woche 7–14)            |
| Erfolge                                                    |                                                            |
| Meisterschaften (0)                                        |                                                            |
| Play-off-Teilnahmen (0)                                    |                                                            |
| Stadien                                                    |                                                            |
| - Burdine Stadium                                          |                                                            |
|                                                            |                                                            |
|                                                            |                                                            |

Die Miami Seahawks waren eine American-Football-Mannschaft, die in der All-America Football Conference (AAFC) spielte und in Miami, Florida, beheimatet war. Das Team trug seine Heimspiele im Burndine Stadium aus.

## Gründung
Im Jahr 1944 wurde als Konkurrenzliga zur National Football League (NFL) die AAFC ins Leben gerufen. Gegründet wurde die Liga von einem Sportjournalisten aus Chicago, der zahlreiche an Football interessierte Investoren um sich versammeln konnte. Die Liga vergab insgesamt acht Franchises. Eine Franchise ging nach Miami. Die Liga nahm im Jahr 1946 ihren Spielbetrieb auf.

## Erfolge
Der erste Trainer der Mannschaft aus Florida war Jack Meagher, der aufgrund anhaltender Erfolglosigkeit im Laufe der Saison durch Hampton Pool, einem ehemaligen Pro-Bowl-Spieler der Chicago Bears ersetzt wurde. Pool agierte als Spielertrainer. Trotz dieses Wechsels konnten die Seahawks 1946 nur drei von 14 Spielen gewinnen. Nach der Saison entzog die AAFC der Mannschaft die Lizenz. In Baltimore wurden dafür die Baltimore Colts als neue Franchise gegründet.

## Namhafte Spieler
- Hampton Pool
- Cotton Price